# اولیویا لوم
اولیویا لوم (انگلیسی: Olivia Lum؛ زاده ) یک شیمی‌دان اهل سنگاپور است.